# Початок (фільм, 2010)
«Початок» (англ. «Inception») — науково-фантастичний трилер 2010 року сценариста та режисера Крістофера Нолана, який також продюсував фільм разом зі своєю дружиною Еммою Томас. У фільмі Леонардо Ді Капріо грає професійного злодія, який краде інформацію, проникаючи у підсвідомість своїх цілей. Йому пропонують шанс стерти свою кримінальну історію як плату за імплантацію ідеї іншої людини у підсвідомість мішені. Акторський ансамбль включає Кена Ватанабе, Джозефа Гордона-Левітта, Маріон Котіяр, Елліота Пейджа, Тома Гарді, Діліп Рао, Кілліана Мерфі, Тома Беренджера та Майкла Кейна.
Після завершення «Безсоння» у 2002 році Нолан представив Warner Bros. письмову 80-сторінкову обробку фільму жахів про «викрадачів снів», засновану на свідомих сновидіннях. Вирішивши, що йому потрібен додатковий досвід, перш ніж братися за виробництво такого масштабу та складності, Нолан відклав проєкт та замість цього працював над фільмами «Бетмен: Початок» (2005), «Престиж» (2006) і «Темний лицар» (2008). «Початок» переглядався протягом шести місяців, і його купили Warner у лютому 2009 року. Фільм знімався у шести країнах, починаючи з Токіо 19 червня й закінчуючи Канадою 22 листопада. Офіційний бюджет склав 160 мільйонів доларів, розділених між Warner Bros. та Legendary Pictures. Репутація Нолана та успіх фільму «Темний лицар» допомогли отримати 100 мільйонів доларів США на рекламу фільму.
Прем'єра відбулася у Лондоні 8 липня 2010 року; він вийшов як у звичайних кінотеатрах, так і в кінотеатрах IMAX, починаючи з 16 липня 2010 року. В Україні фільм вийшов у прокат в IMAX-кінотеатрах 22 липня 2010 року. «Початок» зібрав у світовому прокаті понад 828 мільйонів доларів, ставши четвертим найкасовішим фільмом 2010 року. Вважається одним із найкращих фільмів 2010-х років; отримав чотири премії «Оскар» (найкраща операторська робота, найкращий монтаж звуку, найкраще зведення звуку, найкращі візуальні ефекти) та був номінований ще на чотири (найкращий фільм, найкращий оригінальний сценарій, найкраща режисура, найкращий оригінальний сценарій) на 83-й церемонії вручення премії Оскар.
Станом на 1 березня 2024 року фільм займає 14-ту позицію у списку 250 найкращих фільмів за версією IMDb.

## Сюжет
Домінік Кобб (Леонардо Ді Капріо) прокидається на пляжі, де його виявляють озброєні люди і приводять до господаря — старого японця. Охорона показує старому речі Кобба: пістолет і мініатюрну металеву дзиґу — тотем Кобба. Старий починає обертати його.
У наступній сцені Кобб в присутності свого напарника Артура (Джозеф Гордон-Левітт) пропонує бізнесмену Саїто (Кен Ватанабе) свої послуги із захисту від вилучення. Насправді, мета Кобба і Артура — секретна інформація Саїто, яку їм вдається вилучити, але несподівано виявляється, що дружина Кобба Мол (Маріон Котіяр) поінформувала Саїто про їх цілі і той відредагував дані. Кобб, тримаючи конверт із секретною інформацією в руках, змушений дивитися, як Артура катують, стріляючи йому в ногу. Йому не залишається нічого іншого, як вбити Артура, щоб той прокинувся, але через це сон починає руйнуватися. Кобб, Артур і Саїто прокидаються в секретному притулку останнього. Погрожуючи господарю пістолетом, напарники кидають Саїто на килим. Той усвідомлює, що досі спить, коли виявляє, що килим зроблений з іншого матеріалу. Це була помилка «архітектора» сну Неша (Лукас Хаас), який згодом спробує зрадити команду, розповівши все Саїто. Розуміючи, що йому нічого боятися, бо він у сні, Саїто торжествує. Команда перериває місію і прокидається в потязі, який спішно покидає, залишаючи в ньому Саїто.
Саїто знаходить Кобба та Артура і пояснює їм, що це вилучення було перевіркою. Він просить їх виконати «укорінення» — таємно занести ідею в розум людини. В обмін він гарантує Коббу можливість повернутися в США, де його вважають злочинцем. Метою стає Роберт Фішер (Кілліан Мерфі), син вмираючого конкурента Саїто — Моріса Фішера (Піт Постлетуейт), якого треба змусити зруйнувати ділову імперію свого батька, бо на їхньому шляху залишився тільки Саїто. Артур стверджує, що укорінення неможливе. Кобб не погоджується, кажучи про те, що одного разу він вже це робив.
Потребуючи нового «архітектора», Кобб відвідує Париж і наставника Майлса (Майкл Кейн), який представляє йому одну зі своїх найкращих студенток — Аріадну (Елен Пейдж). Вона повинна замінити Неша, який провалив операцію та здав команду «Кобол Інжиніринг». Решта учасників — Імс (Том Харді), який змінює свій вигляд у снах, і Юсуф (Діліп Рао), фармацевт, який виробляє снодійне для команди.
Аріадна ставиться до Кобба з підозрою через зіткнення з Мол. Їй стає відомо, що Кобб і Мол разом збудували в лімбі  ціле місто, в якому прожили в мирі і злагоді цілих 50 років. Кобб, тим не менш, захотів повернутися в реальність і почав переконувати Мол, яка категорично відмовлялася. Тоді він здійснив «укорінення» в її розум ідеї про те, що вони уві сні, а не в реальності. Постарілі Кобб і Мол лягають на рейки, щоб потрапити під потяг і повернутися в реальність. Вони вмирають, тримаючись за руки. Проте «укорінення» ідеї подібно вірусу — поступово воно повністю захоплює свідомість людини, і Мол, перебуваючи вже в реальності, стала сумніватися щодо її істинності. Вона переконала себе, що досі знаходиться уві сні, і мала намір вчинити самогубство, щоб «прокинутися». Намагаючись змусити чоловіка піти за собою, вона відправила до прокуратури заяву про те, що саме він винен у її смерті. Попри прохання Мол, Кобб відмовився і став мимовільним свідком її самогубства, коли вона викинулася з балкона. Папери, що залишила Мол, дозволили владі звинуватити Кобба у вбивстві, що змусило його тікати зі США, де у нього залишилося двоє дітей, спогади про які невідступно переслідували його.
Імс розробляє план укорінення, що базується на складних відносинах Фішера з батьком. Ідея повинна бути схожою на власну думку, а не навіювану кимось. План вимагає використання декількох рівнів сну, що відповідають глибшим рівням підсвідомості Фішера. Коли помирає Моріс, команда опиняється на одному з Робертом рейсі з Сіднея до Лос-Анджелеса, що триває десять годин.
Юсуф став сновидцем першого сну, що мав місце в дощовому місті. Команда викрадає Роберта, але стає жертвою нападу його «проєкцій»-охоронців, в результаті якого серйозно ранять Саїто. Кобб розуміє, що Роберта навчали перешкоджати викрадачам. Скасувати місію через сильне снодійне не можна, але якщо членів команди вб'ють, то вони потраплять в лімб, де неможливо розрізнити сон і реальність і можна втратити глузд. Щоб почати укорінення, Імс приймає образ Пітера Браунінга (Том Беренджер), хрещеного батька Роберта. Він говорить, що в офісі Моріса був сейф із заповітом, в якому вказано його бажання розділити свою компанію. Команда Кобба під виглядом викрадачів вимагає назвати код до сейфу. Роберт не знає комбінацію і називає випадкові шість цифр — 5, 2, 8, 4, 9, 1. Команда сідає у фургон, щоб утекти від охоронців Роберта.
Вони входять у другий сон (Артура) — готель, створений, як і всі інші рівні сну, Аріадною. Юсуф залишається в першому сні, керуючи машиною. Укорінювачі переконують Роберта, що викрадення в першому сні було організовано Браунінгом, щоб дізнатися код і знищити заповіт. Вони переконують його зануритися в один сон з Браунінгом, щоб вивідати його справжні мотиви. Тим самим вони спускаються до підсвідомості Роберта ще глибше. Артур залишається в готелі для їхнього захисту.
Третій сон (Імса) відбувається в засипаній снігом фортеці. Саїто та Роберт починають пошук сховища з сейфом, а Кобб і Аріадна разом з Імсом відволікають численні «проєкції» Роберта у вигляді охоронців фортеці. Саїто помирає від ран, а Мол у фортеці вбиває Роберта перш, ніж той увійшов до сховища. Кобб вбиває Мол. Аріадна пропонує повернути Роберта до життя, увійшовши в лімб.
У лімбі Кобб і Аріадна потрапляють в місто, створене раніше Коббом і Мол. Знайшовши її, Кобб пояснює Аріадні, звідки знає про можливість укорінення. Мол відмовилася залишити вигаданий ними світ, і Кобб прищепив їй ідею, що її життя було сном. Ідея стала занадто сильною, і прокинувшись, Мол вважала, що досі спить. Це привело її до самогубства. Тому проєкція Мол заважає роботі Кобба, бо є проявом його провини за її смерть. Кобб усвідомлює, що його дружина мертва і звинувачує себе в її загибелі.
Стратегія виходу команди залежить від застосування «поштовху» — відчуття падіння або перекидання, яке розбудить людину. Щоб повернутися в реальний світ, вони повинні організувати ряд послідовних поштовхів на всіх рівнях сну. Перший поштовх відбудеться, коли машина Юсуфа впаде з мосту, але він змушений зробити це раніше і, оскільки поштовхи не узгоджені, команда не прокидається. Через падіння фургона з мосту готель виявляється в умовах невагомості. Артур переносить команду всередину ліфта, який оснащує вибухівкою (ліфт прискорюється в невагомості за рахунок вибухівки, тим самим створюючи ефект сили тяжіння за рахунок прискорення ліфта). Третій поштовх відбувається уві сні через активації детонаторів навколо фортеці.
Роберта повертають до життя за допомогою дефібрилятора Імс і Аріадна, скинувши його із хмарочоса в лімбі. Він повертається у сховище, де знаходить проєкцію вмираючого батька — Моріса Фішера. Той говорить, що розчарований не тим, що його син не зміг піти його шляхом, а тим, що намагався жити з уже існуючим майном, а не набути своє. Сейф містить паперовий заповіт і предмет з дитинства Роберта, що допомагають йому знайти емоційний катарсис. Роберт вирішує розділити батьківську корпорацію з метою самостійно домогтися успіху. Таким чином, операція укорінення успішно завершена.
Аріадна зістрибує з балкона будинку в лімбі, щоб повернутися в третій сон, поштовх якого синхронізований з рештою снів. Механізм таймера повертає їх у реальність, як тільки закінчується дія снодійного.
Щоб урятувати Саїто, Кобб залишається в лімбі. Повторюється перша сцена фільму, в якій Кобб потрапив до Саїто. Той став дідом через різницю в часі між снами і прожив життя, не знаючи про те, що спить. Саїто пам'ятає Кобба і підіймає пістолет. Далі Кобб прокидається в літаку, де все йде за планом. Саїто виконує обіцянку, Кобб повертається до Америки до своєї родини. Коли він заходить в будинок, то запускає на столі дзиґу, щоб перевірити, чи не спить він, але відволікається на дітей, що грають в саду (раніше він не міг згадати й бачити їхні обличчя). Дзиґа продовжує обертатися, але зупиниться вона чи ні, у фільмі не показано.

### Відкритий фінал
У фінальній сцені є натяк на елемент невизначеності в стилі «Той, хто біжить по лезу»: екран затемнюється якраз у той момент, коли дзиґа починає помітно вібрувати, можливо, готуючись припинити своє обертання . Уважний глядач помітить, що крізь увесь фільм проходять розповідні мотиви, що вказують, де відбувається дія — уві сні або в реальності. У сні Кобб відчуває присутність дружини, почувається як і раніше одруженим, тому на його пальці завжди помітно обручку. У реальності (включаючи, можливо, останню сцену) він обручку вже не носить. Дзиґа крутиться нескінченно довго тільки уві сні. У всіх сценах, де Кобб не носить обручку, дзиґа врешті-решт поступається фізичним законам і зупиняється.

## Термінологія
Фільм використовує свою систему термінів і понять, що описують процес занурення в чужі сни .
- Архітектор (англ. the Architect) — фахівець, що задає ілюзорний світ для чужого сну. Мета архітектора при витяганні — спроєктувати сон так, щоб сплячий не міг відрізнити його від реальності, і створити для сплячого максимально складний лабіринт сну, з якого жертва не могла б легко вибратися. Архітектором у фільмі в одній з початкових сцен (спроба викрадення інформації з підсвідомості Саїто) є Неш, в решті фільму — Аріадна.
- Імітатор (англ. the Forger) — фахівець із перевтілення. У сні здатний вжитися в образ будь-якої людини. Зазвичай імітатор використовується для маніпулювання об'єктом. У фільмі Імс перевтілюється в Браунінга.
- Укорінення (англ. Inception) — процес зародження ідеї, переміщення її в чужу підсвідомість. Вважалося неможливим, тому що людський мозок відторгає привнесені витягувачем ідеї як чужорідні. В одному з трейлерів є фраза «Це називається початок»[18], що відноситься саме до роз'яснення ідеї впровадження.
- Викид (англ. a Kick) — процес, що дозволяє замкнутим у чужому сні здобувачам екстрено покинути сон. У фільмі викид здійснюється за допомогою «перекидання» сплячої людини, порушення її рівноваги: вестибулярний апарат сплячого повинен повідомити мозку про небезпеку і змусити його прокинутися. Для снів всередині інших снів використовується ступінчаста система викидів: так, стрибок Аріадни й Роберта з хмарочоса та самогубство Саїто й Кобба викидали їх із лімба, вибух сніжної фортеці повинен був повернути Аріадну, Фішера, Кобба та Саїто зі світу Кобба і Мол, вибух ліфта повертає всіх в готель, удар автомобіля о воду викидає всіх із готелю. Викид з першого рівня в реальність не був показаний.
- Лімб (англ. Limbo) — глибокий рівень підсвідомості, де час тече нескінченно довго. Перебуваючи в лімбі, вже неможливо прокинутися природним чином. Якщо витягач, що опинився в лімбі, перестане усвідомлювати, що знаходиться уві сні, він залишиться там назавжди. Витягачі дуже бояться лімба: вважається, що перебування в ньому руйнує розум. Сильне снодійне Юсуфа було небезпечне саме тим, що навіть у разі смерті уві сні не відбудеться викид, сплячий переміститься в лімб. Лімб можна порівняти зі станом коми.
- Проєкція (англ. Projection) — образ, створений підсвідомістю сновидця, неіснуючий в реальності персонаж сну. Особистості проєкцій — це не більше, ніж відображення психіки самого сновидіння. Поки в сон сплячої людини не вторглися сторонні люди й поки сплячий не усвідомлює, що спить, проєкції підпорядковуються логіці сну. Проте, коли сон стає усвідомленим, проєкції реагують на зануреного в сон витягача подібно лейкоцитам, стягуючись до чужорідного об'єкта й намагаючись знищити його. У разі, якщо спляча людина спеціально навчена техніці протидії витягачеві, її проєкції приймають форму справжніх озброєних охоронців.
- Сновидець (англ. the Dreamer) — «господар» сновидіння, людина, в чиєму сні в поточний момент знаходяться витягачі. Сам сновидець теж присутній у своєму сні, але занурюватися в глибші сни не може. У фільмі сновидцем сну про дощове місто є Юсуф, сну про готель — Артур, сну про сніжну фортецю — Імс.
- Об'єкт (англ. the Subject) — людина, чия підсвідомість є метою шукачів — для викрадення ідеї або її зародження. Саме з цією метою об'єкт занурюється в чужий контрольований сон. Об'єктом у фільмі спочатку є Саїто, потім Фішер-молодший.
- Тотем (англ. Totem) — предмет, що дозволяє визначити реальність того, що відбувається, тобто чи не знаходиться його господар у чиємусь сні. Ніхто, крім господаря, не повинен торкатися тотему, тому що тільки господар тотема повинен точно знати його характеристики та властивості. В іншому випадку архітектор зможе створити копію тотема уві сні, і людина не зможе визначити: спить він чи ні. Так, тотем Артура — гральна кістка, яка уві сні завжди падає певною стороною, в той час як в реальності вона падає відповідно до теорії ймовірностей, тотем Аріадни — латунний шаховий слон із висвердленим в одній частині основи поглибленням, таким чином в реальності він буде падати на певну сторону, на відміну від сну. Тотем Кобба — олов'яна дзиґа, що раніше належав Мол: якщо закручена дзиґа зупиняється й падає, то Кобб в реальності, якщо продовжує обертатися нескінченно — Кобб знаходиться уві сні.
- Пристрій PASIV (англ. Portable Automated Somnacin IntraVenuous Device, букв. «Портативний автоматичний пристрій внутрішньовенного введення сомнацину») — пристрій, що робить можливим занурення в чужі сни. Його було розроблено військовими як навчальний тренажер для солдатів. Пристрій поміщається у валізі, сплячому до вени руки вводиться голка крапельниці. За допомогою пристрою у кров сплячих вводяться вигадані ліки сомнацин [19]. Сам пристрій у фільмі не має назви, і принцип його роботи не пояснюється; інформація про пристрій виходить від вірусного сайту pasivdevice.org, створеного кінокомпанією Warner Bros. в рамках реклами фільму [20].

## У ролях
- Леонардо Ді Капріо — Доменік Кобб
- Джозеф Гордон-Левітт — Артур
- Еллен Пейдж — Аріадна, випускниця паризького архітектурного колледжу
- Том Гарді — Імс, член команди Кобба
- Ватанабе Кен — Саїто, бізнесмен, який наймає Кобба
- Маріон Котіяр — Мол, жінка Кобба
- Кілліан Мерфі — Роберт Фішер
- Том Беренджер — Браунінг
- Діліп Рао — Юсуф
- Лукас Гаас — Неш
- Майкл Кейн — Професор, наставник Кобба та батько Мол
- Піт Постлетуейт — Моріс Фішер, вмираючий батько Роберта
- Талула Райлі — блондинка, під яку Імс маскується увісні

## Розвиток
Крістофер Нолан працював над сценарієм фільму 9—10 років. Коли в нього з'явилася ідея такого фільму, то він був під впливом таких фільмів як «Матриця», «Тринадцятий поверх», «Темне місто».
Світ фільму «Початок» був повністю розроблений Ноланом. У його основі лежала ідея про «можливість людини проникати в чужі сни й отримувати доступ до знань і думок. Що буде, якщо хтось зможе користуватися цим для власних цілей?»
Крім того, Нолан вважає, що «можливість діставати доступ до інформації прямо з мозку давала б безперечну користь, оскільки очевидно, що будь-яка інша система, наприклад комп'ютери або фізичні носії, які існують поза розумом, — можуть бути вкрадені».

## Виробництво
11 лютого 2009 кінокомпанія Warner Bros. Pictures анонсувала початок виробництва фільму «Початок», були куплені права на екранізацію сценарію, написаного самим режисером. Знімання почали в Токіо 19 червня 2009. Решта місць знімання — Лос-Анджелес, Лондон, Париж, Танжер і Калгарі . Основні знімання фільму почалися 13 липня 2009 року .
Фільм був знятий із використанням як сучасних цифрових, так і різноманітних плівкових технологій, Нолан не став знімати камерою IMAX, як зробив із фільмом «Темний лицар»: «Ми не вважаємо, що будемо мати можливість знімати в IMAX через розміри камер, оскільки в фільмі будуть потенційно сюрреалістичні сцени, сни тощо. Я хотів, щоб вони максимально були наближені до реальних». Тим не менше фільм знімався на негатив 65 мм (як і IMAX) камерами Panavision Super 70, цифровими камерами високої роздільної здатності із записом на носій HDCAM SR, камерами Vistavision (35 мм з горизонтальним розташуванням кадру) і 35 мм камерами Arriflex 235 і Arriflex 435.

## Саундтрек
Ганс Ціммер знову працював разом з Крістофером Ноланом. Відповідно до Ціммера, це «дуже електронна музика». При створенні цієї музики композитор читав книжку Дугласа Хофштедера Gödel, Escher, Bach. Саундтрек, що містить деякі композиції Циммера, вийшов 13 липня 2010 року. В трейлері до кінострічки була використана композиція «MInd Heist» Зака Гемсі, яка стало досить популярною після виходу фільму.
1. «Half Remembered Dream» (Length — 1:12)
2. «We Built Our Own World» (Length — 1:55)
3. «Dream Is Collapsing» (Length — 2:28)
4. «Radical Notion» (Length — 3:43)
5. «Old Souls» (Length — 7:44)
6. «528491» (Length — 2:23)
7. «Mombasa» (Length — 4:54)
8. «One Simple Idea» (Length — 2:28)
9. «Dream Within a Dream» (Length — 5:04)
10. «Waiting for a Train» (Length — 9:30)
11. «Paradox» (Length — 3:25)
12. «Time» (Length — 4:35)